# Töhötöm Nagy
Töhötöm Nagy (provincia de Voivodina, 23 de junio de 1908 - Budapest, 21 de febrero de 1979) fue un sacerdote jesuita, organizador social, francmasón, redactor de enciclopedia y escritor húngaro.

## Infancia y estudios
Töhötöm Alejandro Nagy nace en la aldea de Bozitópuszta, una pequeña localidad voivodinesa ubicada 111 km al norte de la ciudad de Belgrado (actual capital de Serbia) y 275 km al sureste de Budapest (capital de Hungría). En ese entonces, su pueblo pertenecía a Hungría, y hoy se encuentra en Serbia y cambió su nombre a Aleksandrovo.
Su infancia transcurre en la entonces también húngara Transilvania. Comienza sus estudios secundarios en el Colegio Católico de Gyulafehérvár para concluirlos, luego de las modificaciones limítrofes – consecuencia de la Primera Guerra Mundial – con la anexión de Transilvania a Rumania, en el Colegio Secundario de Kisujszállás (Hungría). 
Obtenido su título secundario, en 1926, se matricula en las cátedras de Historia y  Geografía de la Universidad Pázmány Péter de Budapest. No tarda mucho en cambiar radicalmente de vocación al solicitar su admisión en la Compañía de Jesús. Después de dos años de noviciado, a partir de 1928 estudia Filosofía durante tres años en el Instituto Superior de la Compañía, en Szeged. Desde 1931, de acuerdo con la práctica formativa jesuita, es magíster, o sea ejerce la docencia durante tres años en uno de los internados de la orden. En 1935 continúa sus estudios de Teología en la Universidad de Innsbruck (Austria), luego durante dos años más en Szeged. En 1937 es ordenado sacerdote. Completa su probatio (el así llamado tercer año de prueba de la formación jesuita), en la Casa de la Orden en la ciudad de Florencia (Italia). En años posteriores obtiene, además, títulos de Derecho Canónico y Folclore. 

## Actividad en Hungría
A partir de 1937 se suma a la organización de la Unión Nacional de Colectivos de Jóvenes Trabajadores Rurales Católicos (KALOT por su sigla en húngaro) iniciada dos años antes por Padre Jenö Kerkai, su compañero de Orden. El KALOT, movimiento basado sobre principios socialcristianos, está destinado a formar y empoderar a los jóvenes del campesinado húngaro, clase históricamente explotada de aquella Hungría semifeudal. Según analistas historiadores, el KALOT deviene en una de las organizaciones civiles húngaras más exitosas del siglo XX. Para 1940 el KALOT ya cuenta con veinte Escuelas Superiores de Formación Popular, más de tres mil entidades locales asociadas y el número de sus miembros alcanza el medio millón, en un país con diez millones de habitantes. 
En paralelo, entre 1937 y 1939, funda y activa un organismo defensor de derechos laborales. 
En febrero de 1944 obtiene su quattuor votorum solemnium. (En el siglo XVI la Compañía de Jesús había añadido el llamado cuarto voto de obediencia especial al papa).
Hacia fines de 1944, promediando la Segunda Guerra Mundial, cruza clandestinamente al frente de guerra, toma contacto con los comandos del Ejército Rojo soviético y, gracias a su poder de negociación, asegura la continuidad  del funcionamiento autónomo del KALOT. Este logro se mantiene hasta agosto de 1946 cuando el Estado húngaro, ya bajo Gobierno comunista, lo prohíbe definitivamente. 
Entre 1945 y 1946 desarrolla acciones no sólo en beneficio del KALOT. Vuelve a cruzar fronteras de forma clandestina para mediar entre la Iglesia húngara y el Vaticano así como el Vaticano y las autoridades soviéticas. Estas gestiones señalan con claridad la delicada diplomacia vaticana llevada adelante por el papa Pío XII, quien supo vislumbrar los tiempos de cambios nacientes y la necesidad de encontrar un modus vivendi para, sin claudicar de los principios cristianos, garantizar una convivencia constructiva entre la Iglesia Católica y los países bajo poder comunista. En 1946 el Vaticano le extiende pasaporte diplomático oficializando su condición mediadora. 
Tiene activa participación en el nombramiento por el papa Pío XII, en 1945, de József Mindszenty como Primado de Hungría. Sin embargo su vínculo con el arzobispo sufre un rápido deterioro al no coincidir con la rígida política antidemocrática y «legitimista» del prelado.
Consecuencia de este enfrentamiento es que, a comienzos de 1947, con ocasión de uno de sus viajes a Roma, los superiores de la Orden lo destinan a Suramérica, frustrando la continuidad de su mediación entre el Vaticano y las autoridades soviéticas. Consciente de la importancia de la actividad desplegada en su patria, con gran dolor pero obediencia religiosa, acata la decisión.

## Los años en Suramérica
De acuerdo con lo dispuesto por sus superiores de la orden, se radica primero en Uruguay y meses más tarde en Buenos Aires (Argentina). Intenta llevar adelante una organización social con jóvenes trabajadores rurales similar al KALOT. El contexto político, así como la oposición de las máximas autoridades de las iglesias locales, designan sus esfuerzos. Este fracaso, unido a una profunda desilusión sobre el rol de las cúpulas eclesiásticas frente a las bases populares, lo llevan a solicitar su reducción al estado laical, concedido por el papa Pío XII. Junto con su separación de la Compañía de Jesús, en reconocimiento a su trayectoria, le fue otorgado el doctorado en Sociología de la Pontificia Universidad Gregoriana, siendo este su quinto título universitario.
Vuelto al estado laico, en ese mes toma por esposa a Paula Pölöskey, joven húngara expatriada que había conocido en Uruguay y que, como él, se había radicado en Buenos Aires. En 1949 nace Cristina Nagy, hija única del matrimonio.
Trabaja varios años en la Biblioteca Nacional, da clases de Filosofía y Sociología en escuelas secundarias.
Durante el Gobierno de Illia ―en la seguidilla de dictaduras militares y tiranías seudodemocráticas entre 1955 y 1973― realiza investigaciones sociológicas en las villas miseria de la capital y el Gran Buenos Aires. Junto con un selecto grupo de ciudadanos comprometidos con causas populares y con fondos de la UNESCO, funda la Asociación de Comunidades Rurales Argentinas (ACRA) con el objetivo de eliminar la indigencia en el campo y fomentar la horticultura local. El ambicioso proyecto queda truncado con el golpe de Estado de 1966.
Bajo su segundo nombre de pila y el apellido materno (Alejandro Nagy Varga) en 1952 ingresa a la masonería. Lo mueve el deseo de conocer desde dentro uno de los principales enemigos de la Compañía de Jesús. Alcanza los rangos más altos en las logias Estrella de Oriente y San Albano. Participa en la fundación de la logia Kossuth, en 1961, de masones húngaros. Su experiencia en la Compañía de Jesús y en la masonería son columna vertebral de su libro autobiográfico Jesuitas y masones, publicado en 1963, en español, luego en 1965 en húngaro y traducido al alemán en 1969. El libro tiene amplia repercusión y reconocimiento no solo en la Argentina sino en todo el continente. No faltan las críticas de la emigración húngara pos Segunda Guerra Mundial, que no aceptan ciertas posturas sostenidas por Nagy.

## El regreso a Hungría
Consecuencia fundamental  de la aparición de Jesuitas y masones  contacta con las autoridades del gobierno húngaro con las que inicia conversaciones regulares a través de la embajada en Buenos Aires. Le proponen el regreso a su patria. Con el fin de evaluar los pasos a seguir solicita realizar un viaje previo. Él mismo se concreta en 1966, volviendo a pisar su tierra natal después de veinte años. Las negociaciones con las autoridades llegan a buen puerto y, en 1968,  vuelve con su familia para radicarse en Budapest. 
Comienza a trabajar en la redacción de la Academia de Ciencias de Hungría, en la proyectada Enciclopedia de literatura universal. Más adelante colabora con varias embajadas latinoamericanas, siendo nexo entre los diplomáticos y los funcionarios públicos.
Contrariamente con lo acordado en las negociaciones iniciales, las autoridades húngaras niegan una y otra vez la publicación, tanto en Hungría como en el exterior, de sus escritos. No obstante, continúa reuniendo material para su obra cumbre ―Jesuitas, masones, comunistas― considerándose, con justicia, tal vez único conocedor por vivencia personal de los jesuitas, los masones y los comunistas. Con la vista puesta siempre en derribar muros y conciliar antagonismos, retoma su actividad mediadora entre el Vaticano y el gobierno húngaro con el fin de restablecer las relaciones diplomáticas entre ambos estados, suspendidas desde el fin de la Segunda Guerra Mundial. Realiza varios viajes a Roma. 
En paralelo no cesan las presiones políticas y psicológicas de las autoridades que, llevadas al límite, logran minar su inquebrantable resistencia física produciendo su prematura muerte en Budapest el 21 de febrero de 1979 a los 70 años.
Su viuda e hija regresan a la Argentina en 1980.
Su archivo testimonial manuscrito es patrimonio de la Biblioteca Nacional Széchényi en Budapest.

## Publicaciones
- Jesuitas y masones, con una carta abierta a su santidad Paulo VI. (enlace roto disponible en Internet Archive; véase el historial, la primera versión y la última). Buenos Aires: edición del autor, 1963]
- Jezsuiták és szabadkömüvesek. Buenos Aires: edición del autor, 1965. 
  - Segunda edición: Szeged: Editorial Universum, 1990.
- Jesuiten und Freimaurer. Viena (Austria): Frick Verlag, 1969.
- Iglesia y comunismo, Santiago de Chile: Excelsior, 1968.
- Egyház és kommunizmus (‘Iglesia y comunismo’, en húngaro). Budapest, MEK, 2016)
- Catecismo suramericano, inconcluso. Budapest, 1970 (sólo en húngaro).
- Az arcvonalon való átszökés naplója - 1944. november-december (‘diario de los cruces clandestinos de frontera: noviembre-diciembre de 1944’). Budapest: MEK, 2016 (sólo en húngaro).
- Napló 1945-46 kapcsolódó documentumokkal (‘diario 1945-1946, con documentos relacionados’). Budapest: MEK, 2017 (sólo en húngaro)]
- Kerkai Jenö és Nagy Töhötöm levelezése (1939-1969) (‘correspondencia entre el padre Jenö Kerkai y Töhötöm Nagy, 1939-1969’). Budapest: MEK, 2017 (sólo en húngaro).